# Michael Vietz

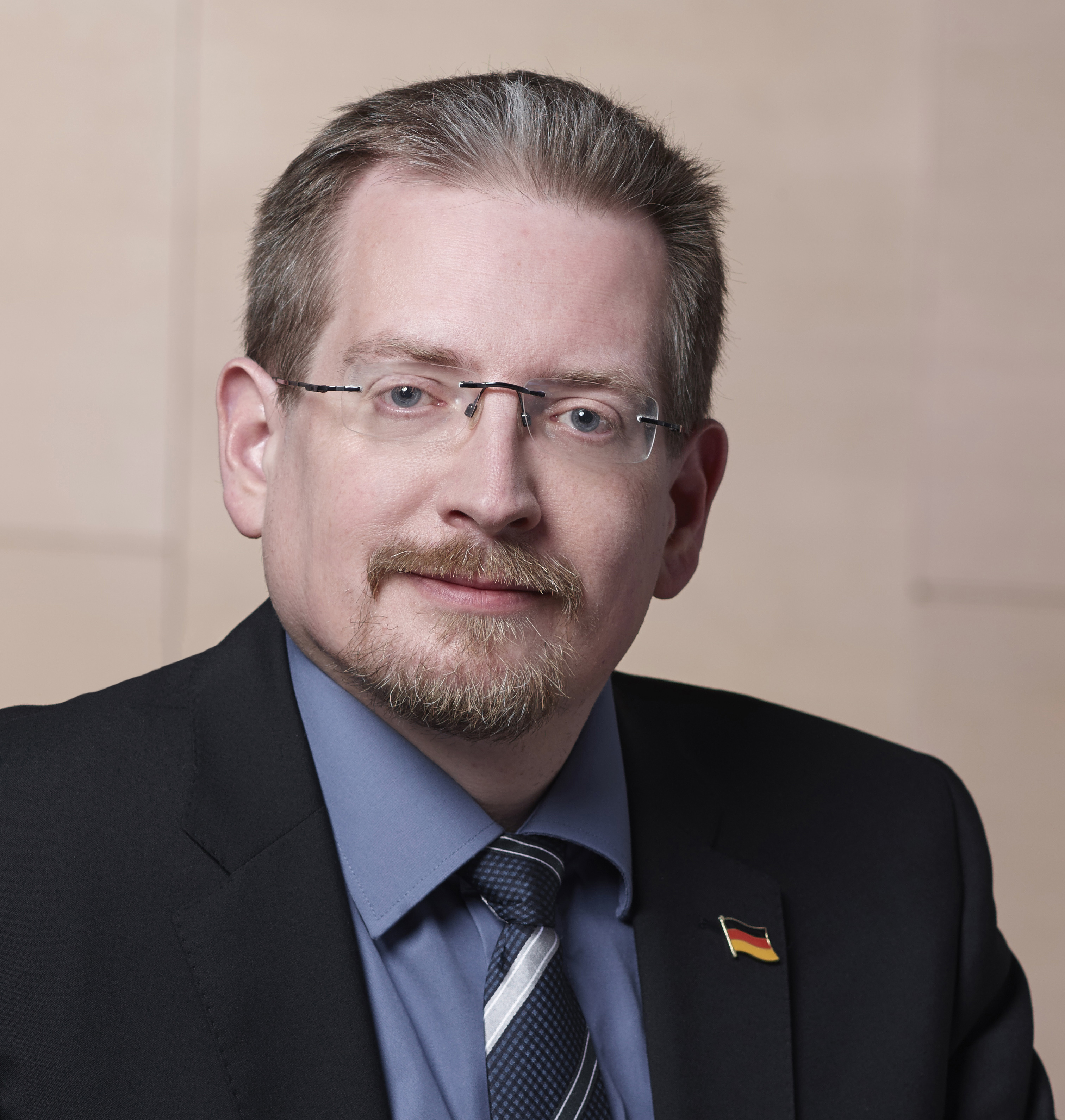
Michael Vietz (2013)

Michael Vietz (* 16. November 1968 in Hameln) ist ein deutscher Politiker (CDU). Von 2013 bis 2017 war er Mitglied des Deutschen Bundestages.

## Leben und Beruf
Michael Vietz absolvierte seine Schulzeit in Hameln mit dem Besuch der Katholischen Grundschule, der Orientierungsstufe Nord, der Sertürner Realschule und dem Fachgymnasium Wirtschaft. Nach seinem Abitur absolvierte er eine Ausbildung zum Bankkaufmann bei der Deutschen Bank in Hameln.
Nach seinem Wehrdienst 1990/91 in Northeim und Hildesheim studierte Michael Vietz Wirtschaftswissenschaften an der Universität Hannover. Anfang 2000 schloss er das Studium als Diplom-Ökonom ab.
Bereits während seines Studiums arbeitete Michael Vietz bei der Direktbank Bank GiroTel AG in Hannover im Kundendialog. Zwischenzeitlich wurde die Bank GiroTel AG von der ING-DiBa AG übernommen. Auch bei der ING-DiBa war er im Kundendialog tätig, seit 2001 als Teamleiter. Im Standort Hannover engagierte er sich seit 2007 im Betriebsrat. Seit seiner Wahl in den Deutschen Bundestag ruht der Arbeitsvertrag.
Michael Vietz ist römisch-katholisch und ledig. Er lebt in Hameln im Landkreis Hameln-Pyrmont.

## Partei
Michael Vietz wurde im Oktober 1987 Mitglied der Jungen Union (JU), aus der er 2003 nach Erreichen der Altersgrenze ausschied. Er war 1991–1995 sowie 1997–2003 Kreisvorsitzender der JU Hameln-Pyrmont, 1990–1994 Mitglied im Bezirksvorstand der JU Hannover, seit 1992 als Stellvertretender Bezirksvorsitzender, sowie 1994–1996 Mitglied des Landesvorstandes der JU Niedersachsen.
Im September 1988 trat Michael Vietz der CDU bei. 1999–2004 war er Vorsitzender des Ortsverbandes Hameln-West, 2004–2014 Vorsitzender des CDU-Stadtverbandes Hameln. Im Juli 2014 übernahm er das Amt des Kreisvorsitzenden der CDU Hameln-Pyrmont. Darüber hinaus war er 1997–2013, sowie erneut seit 2015 als Beisitzer Mitglied des Bezirksvorstandes der CDU Hannover.
Michael Vietz ist Mitglied der Mittelstands- und Wirtschaftsvereinigung der CDU (MIT) sowie der Kommunalpolitischen Vereinigung der CDU (KPV).

## Mandatsträger
Vom 1. November 2011 bis zum 31. Oktober 2016 war Michael Vietz Mitglied im Rat der Stadt Hameln. Hier war er Mitglied im Ausschuss für Kindertagesstätten, Schulen und Sport, und war 2011–2014 stellvertretendes Mitglied im Verwaltungsausschuss. Er vertrat die Stadt Hameln im Aufsichtsrat der Hameln Marketing und Tourismus GmbH (seit dem 1. September 2015 als Vorsitzender, Ende der Amtszeit im September 2017) sowie in der Stiftung Wohnungshilfe. Für die Kommunalwahlen 2016 trat er nicht mehr zur Wiederwahl an.
Ebenfalls vom 1. November 2011 bis zum 31. Oktober 2016 war er Abgeordneter im Kreistag Hameln-Pyrmont. Hier war er Stellvertretender Vorsitzender des Jugendhilfeausschusses und war von 2011 bis 2014 ordentliches Mitglied im Schulausschuss.
Im Oktober 2012 wurde Michael Vietz zum Direktkandidaten der CDU im Wahlkreis 46 Hameln-Pyrmont-Holzminden gewählt. Bei der Bundestagswahl 2013 erzielte er ein Erststimmenergebnis von 39,57 %, das Direktmandat ging mit 42,33 % an die SPD. Über Platz 24 der CDU-Landesliste Niedersachsen zog er in den Deutschen Bundestag ein. Dort war er ordentliches Mitglied im Auswärtigen Ausschuss und im Petitionsausschuss, sowie stellvertretendes Mitglied im Ausschuss für die Angelegenheiten der Europäischen Union. Seit Juni 2014 war er zudem stellvertretender Vorsitzender des Unterausschusses für Zivile Krisenprävention, Konfliktbearbeitung und vernetztes Handeln. Er war überdies Mitglied im Aufsichtsrat des Zentrums für Internationale Friedenseinsätze (ZIF) sowie Mitglied im Beirat für Zivile Krisenprävention.
Auch für die Bundestagswahl 2017 wurde Vietz im Oktober 2016 zum Direktkandidaten im Wahlkreis Hameln-Pyrmont-Holzminden gewählt. Bei der Wahl gewann das Direktmandat erneut die SPD. Der 19. Platz auf der CDU-Landesliste für Niedersachsen reichte diesmal nicht für einen Wiedereinzug in den Deutschen Bundestag aus.